# Reeling with PJ Harvey
Reeling with PJ Harvey —en españolː Tambaleándose con PJ Harvey— es el primer álbum en vídeo de la cantante y compositora inglesa de rock alternativo PJ Harvey, publicado únicamente en formato VHS por la compañía discográfica PolyGram el 11 de abril de 1994 y dirigido por Maria Mochnacz.
La mayoría de las imágenes presentadas en Reeling with PJ Harvey son de una actuación en directo en el Foro de Londres en mayo de 1993, ocurrido pocas semanas antes del lanzamiento de Rid of Me, su segundo álbum de estudio. 

## Contenido
El contenido del vídeo incluye secuencias de detrás de cámara, imágenes en estudio de las sesiones de Rid of Me, extractos de entrevistas y los vídeos musicales de «50ft Queenie» y «Man-Size». Maria Mochnacz documentó varios aspectos de la gira de dicho álbum, cuyas imágenes se utilizaron para crear el álbum de vídeo. La mayoría de las canciones que se presentan en Reeling with PJ Harvey pertenecen a Rid of Me; además de componerse de algunos lados-B y pistas de Dry, su álbum debut. También se incluyó de una versión del tema «Wang Dang Doodle» de Howlin' Wolf.

### Lista de canciones
1. «Snake» (live)
2. «Naked Cousin» (live)
3. «50ft Queenie»
4. «Victory» (live)
5. «Man-Size Sextet» (live)
6. «Primed and Ticking» (live)
7. «M-Bike» (live)
8. «Wang Dang Doodle» (live)
9. «Missed» (live)
10. «Hook» (live)
11. «Rid of Me» (live)
12. «Me-Jane» (live)
13. «Man-Size»
14. «Legs»

## Créditos
PJ Harvey Trio
- PJ Harvey - Voz, guitarra.
- Steve Vaughan - bajo
- Rob Ellis - Baterías, percusión, voces de acompañamiento.

Equipo técnico
- Maria Mochnacz - Dirección, producción, grabación.
- Peter Fowler - Producción, grabación.
- Nick Ryle - Producción ejecutiva.
- John Mayes - Editor en línea.
- Stuart Robertson - Editor en línea.
- Pete Thomas - Productor de sonido.
- Cormac Tohill - Ingeniero de sonido.
- Will Shapland - Grabación de sonido.
- Dave Porter - Grabación de sonido.
- Mark Johnson - Grabación de sonido.
- Stuart Luck - Operador de cámara.
- Derek Penell - Operador de cámara.
- Peter Edwards - Operador de cámara.
- Mark Reeson - Operador de cámara.
- Simon Jacobs - Operador de cámara.
- Jo Higson - Asistente de cámara.
- Chris Libert - Asistente de cámara.
- Steve Court - Ingeniero de visión.